# 천년여우 구미호
"천년여우 구미호"는 한국에서 제작된 최환 감독의 2020년 멜로/로맨스, 판타지 영화이다. 부제는 "시공간을 초월한 천년의 사랑"이다.

## 출연
- 김가빈